# Lill-Strimmas stipendium
Lill-Strimmas stipendium var ett stipendium som utdelades till bäste back i ungdomsturneringen TV-pucken 1973–2019. Stipendiet utdelades till minne av ishockeybacken Lennart 'Lill-Strimma' Svedberg, som omkom i en trafikolycka i juli 1972.
Svenska Ishockeyförbundet slutade att dela ut individuella priser efter turneringen 2019.

## Mottagare

### 1900-talet
- 1973 - Karl Lilja, Stockholm
- 1974 - Tomas Nord, Småland
- 1975 - Tomas Jonsson, Dalarna
- 1976 - Lars Karlsson, Norrbotten
- 1977 - Håkan Nordin, Dalarna
- 1978 - Håkan Granström, Stockholm
- 1979 - Jens Johansson, Norrbotten
- 1980 - Per Lidström, Västerbotten
- 1981 - Carsten Bokström, Stockholm
- 1982 - Nicklas Gällstedt, Södermanland
- 1983 - Per Ljusteräng, Dalarna
- 1984 - Håkan Galiamoutsas, Stockholm
- 1985 - Torbjörn Lindberg, Norrbotten
- 1986 - Fredrik Lundqvist, Ångermanland
- 1987 - Jakob Karlsson, Småland
- 1988 - Fredrik Bergquist, Ångermanland
- 1989 - Mattias Hedlund, Västerbotten
- 1990 - Anders Eriksson, Hälsingland
- 1991 - Stefan Björk, Stockholm
- 1992 - Henrik Rehnberg, Värmland
- 1993 - Pierre Hedin,  Ångermanland
- 1994 - Henrik Petré  Stockholm
- 1995 - Jonas Frögren, Dalarna
- 1996 - Jonas Fändriks, Dalarna
- 1997 - Lars Jonsson,  Dalarna
- 1998 - Calle Åslund, Stockholm
- 1999 - Andreas Frisk,  Stockholm

### 2000-talet
- 2000 - Alexander Täng, Göteborg
- 2001 - Ville Vikeväinen, Norrbotten
- 2002 - Niklas Öhman, Ångermanland
- 2003 - Eric Moe, Medelpad
- 2004 - David Lidström, Västmanland
- 2005 - Alexander Deilert, Stockholm
- 2006 - Anton Mylläri, Västmanland
- 2007 - Oliver Ekman-Larsson, Småland
- 2008 - Adam Larsson, Västerbotten
- 2009 - Niklas Folin, Göteborg
- 2010 - Wilhelm Westlund, Stockholm 1
- 2011 - Erik Flood, Dalarna
- 2012 - Jonathan Léman, Uppland
- 2013 - Jacob Moverare, Västerbotten[2]
- 2014 - Calle Ehrnberg, Göteborg
- 2015 - Rasmus Dahlin, Västergötland
- 2016 - Tobias Björnfot, Stockholm nord
- 2017 - Ivan Zivlak, Östergötland
- 2018 - Simon Edvinsson, Göteborg
- 2019 - Calle Odelius, Södermanland
- 2020 – Inget pris delades ut

### Fotnoter
1. ↑  ”SVT-experten rasar – riktar stor kritik efter jättesnackisen i TV-pucken: ”Det är hemskt””. https://www.sportbibeln.se/hockey/svt-experten-rasar-riktar-stor-kritik-efter-jattesnackisen-i-tv-pucken-det-ar-hemskt/. Läst 3 april 2025.
2. ↑  Svenska ishockeyförbundet 4 november 2013 - Västerbotten vann TV-pucken 2013